# Inteligentny agent

Schemat prostego czynnika odruchowego

Inteligentny agent – jednostka, która postrzega swoje otoczenie, podejmuje autonomiczne działania w celu osiągnięcia celów i może poprawiać swoją wydajność poprzez uczenie maszynowe lub przez zdobywanie wiedzy. 
Specjalistyczny podzbiór inteligentnych agentów, Agent AI (ang. AI Agent), rozszerza tę koncepcję, proaktywnie realizując cele, podejmując decyzje i działania przez dłuższy czas, stanowiąc tym samym przykład nowej formy agencji cyfrowej.
Inteligentne agenty mogą być proste lub bardzo złożone. Termostat lub system sterowania jest uważany za inteligentnego agenta, tak samo jak człowiek lub jakikolwiek inny system spełniający te same kryteria, taki jak firma, państwo lub biom.
Inteligentne agenty działają w oparciu o specyficzną funkcję, która opisuje ich cele. Mają one na celu tworzenie i wykonywanie planów maksymalizujących oczekiwaną wartość tej funkcji po jej zakończeniu. Dla przykładu, agent uczący się przez wzmacnianie ma funkcję nagrody, która pozwala programistom kształtować jego pożądane zachowanie. Podobnie zachowanie algorytmu ewolucyjnego jest sterowane przez funkcję kondycji.

## Agent AI
W kontekście generatywnej sztucznej inteligencji, agenty AI są w stanie wykonywać operacje w skomplikowanym środowisku. Posiadają takie atrybuty jak kompleksowa struktura celu, interfejs z językiem naturalnym i możliwość reagowania niezależnie do nadzorcy. Mechanizm operacji jest często oparty na dużym modelu językowym.
Najpopularniejszą aplikacją agentów AI jest automatyzacja zadań jak zakup biletów lotniczych na zadany prompt użytkownika. Przykładem agentów AI jest AutoGPT, OpenAI Operator, ChatGPT Deep Research czy Manus.
W lutym 2025 roku Hugging Face udostępniło wersję Open Source agenta o nazwie Open Deep Research.

### Zalety agentów AI
Jako zalety agentów AI wskazywane jest zwiększenie produktywności , zwiększenie innowacji, czy zmniejszenie ilości wykonywanych powtarzalnych zadań przez ludzi.

### Potencjalne obawy
Obawy wykorzystania agentów AI dotyczy odpowiedzialności karnej czy zwiększonej przestępczości komputerowej.